# Liste der Gebietsänderungen in Sachsen 2010
Die Liste der Gebietsänderungen in Sachsen 2010 enthält Änderungen an Gemeindegebieten des Freistaats Sachsen in der Zeit vom 1. Januar 2010 bis zum 31. Dezember 2010. Dazu zählen unter anderem Zusammenschlüsse und Trennungen von Gemeinden, Eingliederungen von Gemeinden in eine andere, Änderungen des Gemeindenamens und Umgliederungen von Teilen einer Gemeinde in eine andere.

In Sachsen kam es im Jahr 2010 zu fünf Gemeindegebietsänderungen, davon zwei Eingliederungen, zwei Umgliederungen sowie ein Zusammenschluss von Gemeinden. Alle damals entstandenen Gemeinden existieren noch heute.

## Legende
- Datum: juristisches Wirkungsdatum der Gebietsänderung
- Gemeinde vor der Änderung: Gemeinde vor der Gebietsänderung
- Gebietsänderung: Art der Gebietsänderung
- Gemeinde nach der Änderung: Gemeinde nach der Gebietsänderung
- Landkreis: Landkreis der Gemeinde nach der Gebietsänderung
- OT: Ortsteil

Die Sortierung erfolgt chronologisch: Datum, kreisfreie Städte, Landkreise, aufnehmende oder neu gebildete Gemeinde. Heute noch bestehende Gemeinden sind farbig unterlegt.

## Liste der Gebietsänderungen
| Datum      | Gemeinde vor Änderung                                                                                | Gebietsänderung    | Gemeinde nach Änderung | Landkreis       |
| ---------- | --- | ------------------ | ---------------------- | --------------- |
| 01.01.2010 | Drebach, Venusberg mit Griesbach, Im Grund, Spinnerei, Wilischthal, Wiltzsch                         | Zusammenschluss zu | Drebach                | Erzgebirgskreis |
| 01.01.2010 | Thermalbad Wiesenbad 45 Hektar                                                                       | Umgliederung nach  | Annaberg-Buchholz      | Erzgebirgskreis |
| 01.01.2010 | Strahwalde mit Friedensthal                                                                          | Eingliederung nach | Herrnhut               | Görlitz         |
| 01.01.2010 | Zabeltitz mit Görzig, Krauschütz, Nasseböhla, Skäßchen, Skaup, Strauch, Stroga, Treugeböhla, Uebigau | Eingliederung nach | Großenhain             | Meißen          |
| 01.10.2010 | Leubsdorf 0,96 Hektar                                                                                | Umgliederung nach  | Grünhainichen          | Erzgebirgskreis |

## Quelle
- Statistisches Landesamt Sachsen: Gebietsänderungen ab 1. Januar 2010 bis 31. Dezember 2019 (XLSX-Datei; 90 kB)